# Vector víric
Un vector víric és un virus modificat que fa de “vehicle” per tal d'introduir material genètic exogen en el nucli cel·lular d'una cèl·lula. En la teràpia gènica, l'ús de virus com a vectors requereix l'eliminació dels gens que doten el virus de la seva capacitat patògena, deixant únicament aquells que participen en la inserció del material genètic, i la seva substitució pel gen terapèutic d'interès. La necessitat d'un vector sorgeix de les dificultats que hi ha per la introducció directa de material genètic nu dins una cèl·lula, ja que aquest ràpidament és degradat per les nucleases.
A més del seu ús en investigacions de biologia molecular i la teràpia gènica, els vectors vírics s'utilitzen per al desenvolupament de vacunes.
Els principals problemes que presenten els virus com vectors són:
- L'especificitat de la inserció: els virus, generalment poden reconèixer i infectar més d'un tipus de cèl·lules, la qual cosa dificulta el tractament exclusiu de les cèl·lules diana.
- La localització de la inserció: si el virus insereix el material genètic en un locus diferent a l'objectiu pot ocasionar mutacions amb efectes damnosos sobre el pacient i que provoquin altres problemes.
- El virus pot ser immunogènic i produir una reacció en l'hoste.

## Tipus
Els virus que més s'han utilitzat com a vectors són els retrovirus i els adenovirus, posteriorment s'han fet servir els virus adenoassociats, lentivirus, poxvirus i herpesvirus.
| Vector                     | Cèl·lules diana | Integració | Mida mitjana de l'empelt |
| -------------------------- | --------------- | ---------- | ------------------------ |
| Retrovirus                 | En divisió      | Sí         | 8 kb                     |
| Adenovirus                 | Totes           | No         | 8 kb                     |
| Virus adenoassociats       | Totes           | Sí         | 5 kb                     |
| Lentivirus                 | Totes           | Sí         | 8 kb                     |
| Virus de l'herpes simple I | Totes           | No         | >30 kb                   |
| Plasmidis d'ADN            | Quasi totes     | No         | >10 kb                   |
| Poxvirus                   | Totes           | No         | 25 kb                    |